# 尺素往来
『尺素往来』（せきそおうらい）は、室町時代後期に一条兼良によって編纂されたと言われている往来物。全2巻。

## 概要
南北朝時代の僧侶・素眼によって著された『新札往来』を増補して上下2巻に分けたものとされてきたが、両者のテキストの類似部分を詳細に比較した結果、『尺素往来』の表現を節略して『新札往来』の表現が生み出されることはあっても、その逆はあり得ないという事例が多く指摘されている。また、『新札往来』の文字表記は、『尺素往来』の原形に最も近いテキストである内閣文庫蔵大永本二年本とは似ておらず、後出のテキストに近い。以上の事実から、『新札往来』の方が、南北朝の高名な連歌僧たる素眼に仮託して、『尺素往来』を節略改変して作成されたものと推測される。　
執筆年代に関しては、勅撰和歌集に触れたくだりにおいて新後拾遺和歌集が最後に置かれ、永享11年（1439年）成立の新続古今和歌集に触れられていないこと、聖上の外祖父が武将を率いる（すなわち、将軍）でありながら准三宮になったと記され、聖上は称光天皇・准三宮は足利義満を指していると考えられることから、称光天皇の在位期に書かれたと考えられている。田村航は以上の年代推定と『新札往来』には存在せず『公事根源』と共通する書（『天地瑞祥志』）からの引用があるのに着目して、称光天皇期の一条兼良の著作であるとする説を呈示している。
全文が1通の書簡となっており、その中に年始の儀礼から日常生活までの68条目における単語の解説・用例が織り込まれている。当時の支配層である公家や武家の文化・生活・教育の水準を知る上での貴重な資料である。
戦国時代の1522年（大永2年）に橋本公夏による写本（内閣文庫所蔵）など、いくつかの写本が残されており、江戸時代には刊行も行われていた。

## 外部サイト
- 早稲田大学図書館 古典籍総合データベース 尺素往来 - 書籍を撮影した画像ファイル。送り仮名、返り点付き。